# OTs-12
OTs-12 "ティス"(ロシア語: ОЦ-12  «Тисс»)とは1990年代のロシアで特殊部隊向けに開発されたアサルトカービンである。

## 開発
OTs-12はV.Nテレシャ、Yu.B.レベデフの開発チームがAKS-74Uをベースに開発された。1990年代初頭に開発は完了し、1993年にはTsKIB SOOにて約100挺ほどの試験生産がされ、一部が試験的に内務省の法執行機関に配備された。OTs-12は消音性に優れる亜音速弾である9×39mm弾を使用することから内務省などの特殊部隊向けに開発されたが、1991年のソビエト連邦の崩壊による財政難の中採用するほど必要とされることはなく特にどの機関にも採用されることなく開発・生産は終了した。だが、OTs-12をベースに後年にはOTs-14 "グローザ"が開発されておりこれは内務省の特殊部隊を中心に広く採用され、使用されている。

## 構成
OTs-12はAKS-74Uをベースにしており、使用弾薬を9×39mm弾に変更している。また照準線を延長し、精度を向上させる目的でリアサイトはフロントトラニオン上部からレシーバーカバー後端まで下げられている。グリップ、折りたたみ銃床、ハンドガードはAKS-74Uからそのまま流用されているが、銃口はAKS-74Uのフラッシュハイダーからよりシンプルな設計の円柱状のフラッシュハイダーに変更された。マガジンは新規開発された金属製20連マガジンを使用し、これは後年のOTs-14などに共通で流用できる。